# Baron (Familienname)
Baron, Báron oder Barón ist ein Familienname.

## Namensträger

### A
- Alex Baron (Alexandre Baron; * 1994), französischer Automobilrennfahrer
- Alexander Baron (Orgelbauer) (um 1915–1976), deutscher Organist und Orgelbauer
- Alexander Baron (Schriftsteller) (1917–1999), britischer Schriftsteller
- Alizée Baron (* 1992), französische Freestyle-Skierin
- Allen Baron (* 1927), US-amerikanischer Drehbuchautor, Regisseur, Produzent und Schauspieler
- Ángela Barón (* 2003), kolumbianisch-US-amerikanische Fußballspielerin
- Anthony Baron (* 1992), französischer Fußballspieler
- Anton Baron (* 1987), deutscher Politiker (AfD), MdL Baden-Württemberg
- Art Baron (* 1950), US-amerikanischer Posaunist
- Arthur Baron (1874–1944), österreichischer Architekt

### B
- Bengt Baron (* 1962), schwedischer Schwimmer
- Bernfried Baron (1929–2012), deutscher Sportreporter
- Bernhard M. Baron (* 1947), deutscher Kulturmanager
- Bruce Baron (1949–2013), US-amerikanischer Schauspieler

### C
- Caroline Baron (* 1961), US-amerikanische Filmproduzentin
- Carla Baron, US-amerikanische Schauspielerin
- Cathy Baron Tamraz (* 1953), US-amerikanische Wirtschaftsmanagerin
- Christian Baron (* 1985), deutscher Journalist und Autor
- Christine Friebe-Baron (* 1945), deutsche feministische evangelische Theologin und Autorin

### D
- Dave Baron (* 1988), US-amerikanischer Jazzmusiker
- Dedi Baron (* 1954), israelische Regisseurin
- Dennis Baron (* 1990), deutscher Gitarrist, Sänger und Songwriter
- Devorah Baron (1887–1956), israelische Schriftstellerin und Übersetzerin

### E
- Eguinaire Baron (1495–1550), französischer Jurist
- Emilla Baron (* 1979), südafrikanischer Fußballspieler
- Emma Baron (1844–1921), deutsche Schriftstellerin, siehe Emma von Damitz
- Emma Baron (1904–1986), italienische Schauspielerin
- Enrique Barón Crespo (* 1944), spanischer Politiker
- Erich Baron (1881–1933), deutscher Jurist, Journalist und Widerstandskämpfer
- Ernst Gottlieb Baron (1696–1760), deutscher Komponist und Lautenist
- Erwin Báron (* um 1880–1924), österreichischer Schauspieler, Filmregisseur, Drehbuchautor und Bildhauer
- Esther Baron (* 1987), französische Schwimmerin

### F
- Fabien Baron (* 1959), französischer Artdirector
- Fanya Baron (1887–1921), litauische Anarchistin
- Fevzi Baron (* 1893), türkischer Fußballspieler
- Florian Baron (* 1984), deutscher Filmregisseur, Drehbuchautor und Produzent
- Francine Baron, dominicanische Politikerin
- Franz Baron, österreichischer Schuhmacher
- Fred Baron (Fußballspieler) (1901–1993), englischer Fußballspieler
- Fred Baron (Filmproduzent) (* 1954), US-amerikanischer Filmproduzent

### G
- Gerd Baron (1940–2019), österreichischer Mathematiker
- Gerhart Baron (1904–1978), österreichischer Autor
- Ghislaine Baron (1966–2019), französische Fußballspielerin
- Günter Baron (* 1938), deutscher Bibliothekar
- Gustav Baron (1847–1914), kroatischer Theologe

### H
- Hannelore Baron (1926–1987), US-amerikanische Künstlerin
- Hans Baron (Sänger) (1880–1971), deutscher Opernsänger (Tenor)
- Hans Baron (Fußballspieler, 1897) (1897–1952), österreichischer Fußballspieler
- Hans Baron (Historiker) (1900–1988), deutsch-amerikanischer Historiker
- Hans Baron (Fußballspieler, 1914) (* 1914), deutscher Fußballspieler
- Harold Baron (1894–1963), englischer Fußballspieler
- Henri Charles Antoine Baron (1816–1885), französischer Maler, Lithograf, Zeichner und Illustrator
- Horst Baron (* 1962), deutscher Pornodarsteller

### I
- Ignacio González Barón (* 1983), uruguayischer Fußballspieler

### J
- Jacques Baron (1905–1986), französischer Schriftsteller
- Javier Barón (* 1963), spanischer Tänzer und Choreograf
- Jean-Michel Baron (1954–2010), französischer Motocrossfahrer
- Jimena Barón (* 1987), argentinische Schauspielerin und Sängerin
- Joey Baron (* 1955), US-amerikanischer Schlagzeuger und Komponist
- Johannes Baron (* 1966), deutscher Verwaltungsbeamter und Politiker (FDP)
- Josef Baron (1920–2020), deutscher Maler und Bildhauer
- Josefina Acosta de Barón, kolumbianische Pianistin, Musikpädagogin und Komponistin
- Julius Baron (1834–1898), deutscher Rechtswissenschaftler und Rechtshistoriker

### K
- Karl Baron (* 1962), österreichischer Politiker (FPÖ)
- Karl Baron (1882–1948), österreichisches Original, siehe Baron Karl
- Kevin Baron (1926–1971), englischer Fußballspieler
- Klaus Mües-Baron (* 1961), deutscher Historiker und Journalist
- Konstantin Baron (1842–1922), deutscher Generalleutnant

### M
- Manuel Franco Barón (* 1960), spanischer Flamencogitarrist, siehe Manolo Franco
- Marie Baron (1908–1948), niederländische Schwimmerin und Wasserspringerin
- Martin Baron (Marty; * 1954), US-amerikanischer Journalist
- Matthew G. Baron, britischer Paläontologe
- Matthias Baron (* 1988), deutscher Fußballspieler
- McQuin Baron (* 1995), US-amerikanischer Wasserballspieler
- Melvin Baron (1927–1997), US-amerikanischer Bauingenieur
- Michel Baron (1653–1729), französischer Schauspieler
- Miguel Mejía Barón (* 1949), mexikanischer Fußballtrainer
- Mike Baron (* 1949), US-amerikanischer Comicautor und -zeichner
- Moritz Baron (1839–1911), deutscher Lehrer, Schuldirektor und Autor
- Murray Baron (* 1967), kanadischer Eishockeyspieler

### O
- Oscar Theodor Baron (1847–1927), deutscher Zoologe, Forschungsreisender und Ingenieur
- Oscar Baron (* 1987), mexikanischer Radrennfahrer

### P
- Paul Baron (1895–1973), französischer Fußballspieler und -trainer
- Peter Baron (* 1959), deutscher Künstler
- Pierre-Jacques-René Denne-Baron (1780–1854), französischer Schriftsteller
- Piotr Baron (* 1961), polnischer Jazzmusiker

### R
- R. G. P. Baron (1888–??), französischer Maler
- Richard Baron (1847–1907), britischer Missionar und Botaniker
- Robert Alan Baron (* 1943), US-amerikanischer Psychologe
- Rüdeger Baron (* 1944), deutscher Soziologe
- Rudolf Baron (Rudolph Baron; 1845–1895), deutscher Architekt

### S
- Sacha Baron Cohen (* 1971), britischer Komiker
- Sally Baron (1874–1946), deutscher Rabbiner
- Salo W. Baron (1895–1989), austroamerikanischer Historiker
- Sandy Baron (1937–2001), US-amerikanischer Schauspieler
- Simon Baron-Cohen (* 1958), britischer Psychologe
- Stefan Baron (* 1948), deutscher Journalist
- Suzanne Baron (1927–1995), französische Filmeditorin

### T
- Tal Baron (* 1992), israelischer Schachspieler
- Théodore Baron (1840–1899), belgischer Landschaftsmaler und Kunstpädagoge

### U
- Udo Baron (* 1963), deutscher Historiker und Politikwissenschaftler

### V
- Václav Brabec-Baron (1906–1989), tschechischer Fußballspieler
- Valeria Barón (* 1995), argentinische Leichtathletin
- Vincent Alfred Baron (1820–1892), französischer Schauspieler und Bildhauer

### W
- Walter Baron (1904/1906–1971), deutscher Wissenschaftshistoriker und Hochschullehrer